# Dead or Alive
Dead Or Alive var et New Wave-band fra Storbritannien, der var aktive fra 1980 til 2016. De er særligt kendt for numre som "You Spin Me Round (Like a Record)" og "Brand New Lover".

## Diskografi
- Sophisticated boom boom (1984)
- Youthquake (1985)
- Rip it up (1986)
- Mad bad and dangerous to know (1986)
- Nude (1989)
- Nukleopatra (1995)

| Musikgruppe | Spire Denne artikel om en britisk musikgruppe er en spire som bør udbygges. Du er velkommen til at hjælpe Wikipedia ved at udvide den. |